# Parvoscincus laterimaculatus
Espèce
Synonymes
- Sphenomorphus laterimaculatus Brown & Alcala, 1980
- Sphenomorphus knollmanae Brown, Ferner & Ruedas, 1995

Statut de conservation UICN

 DD  : Données insuffisantes
Parvoscincus laterimaculatus est une espèce de sauriens de la famille des Scincidae.

## Répartition

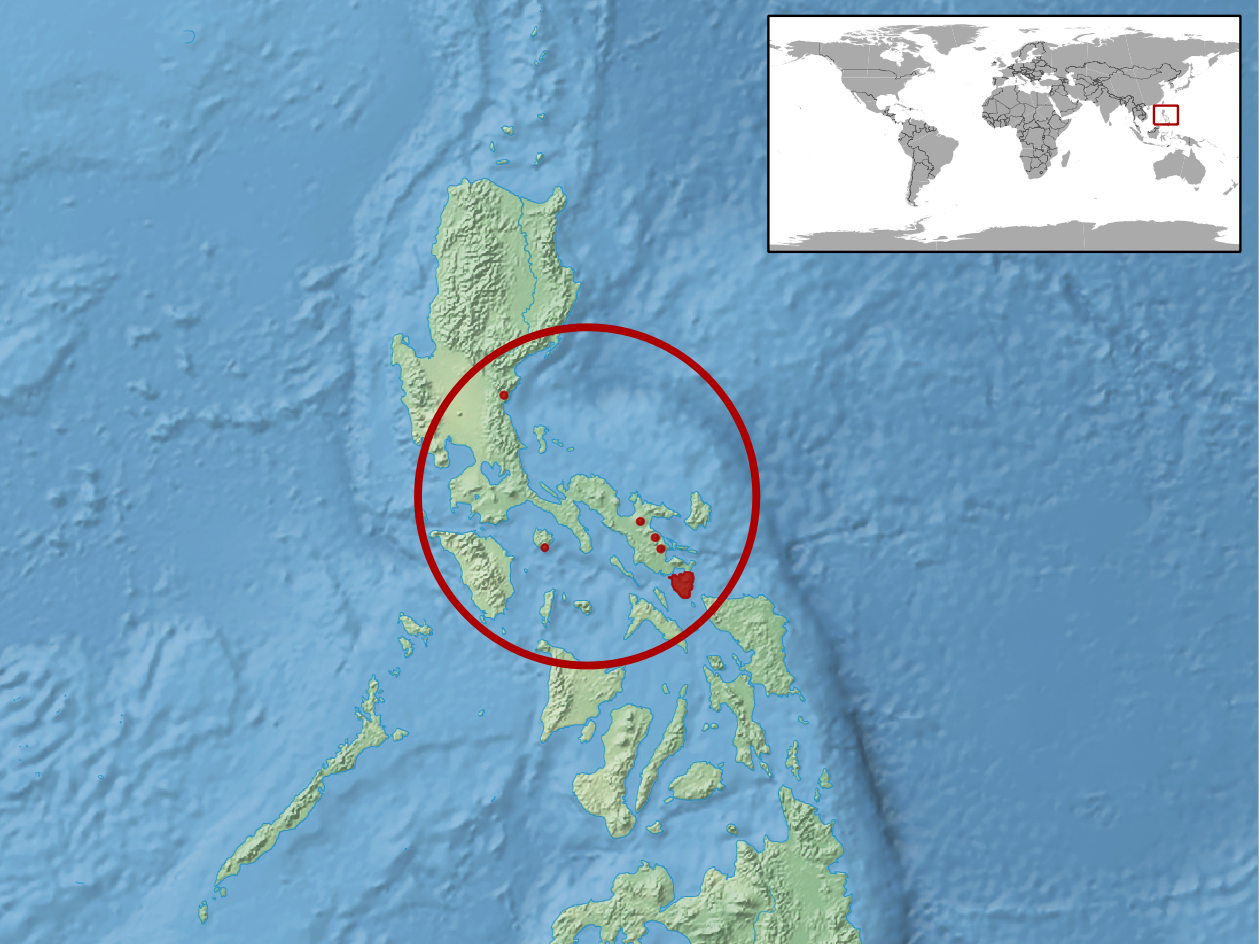
Répartition de l'espèce.

Cette espèce est endémique de la province de Sorsogon sur l'île de Luçon aux Philippines.

## Publication originale
- Brown & Alcala, 1980 : Philippine Lizards of the family Scincidae. Silliman University natural science monograph series, p. 1-246.